# Bombardowanie Kagoshimy
Bombardowanie Kagoshimy inaczej Anglo-Satsuma War (jap. 薩英戦争 Satsu-Ei sensō; wojna pomiędzy hanem Satsuma a marynarką brytyjską) – starcie zbrojne w Japonii, w zatoce Kagoshima w dniach 15-17 sierpnia 1863 roku. 
Powodem tej akcji militarnej Brytyjczyków w zatoce Kagoshima było m.in. zamordowanie przez Japończyków angielskiego kupca Charlesa Lennoxa Richardsona. 15 sierpnia 1863 r. brytyjska flotylla w sile 7 okrętów (1 fregata, 3 korwety i 3 kanonierki), pod dowództwem wiceadmirała Augustusa Leopolda Kupera wpłynęła do zatoki Kagoshima, dostępu do której broniło 11 fortów. Brytyjczycy ostrzelali je, niszcząc liczne pozycje obronne przeciwnika oraz 3 zakotwiczone parowce, po czym chroniąc się przed gwałtownym sztormem odpłynęli. W wyniku wymiany ognia po stronie angielskiej zginęło 11 ludzi, a ranionych zostało 52.